# Friedrich Muckermann

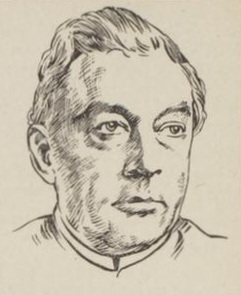
Friedrich Muckermann

Friedrich Johannes Muckermann (* 17. August 1883 in Bückeburg; † 2. April 1946 in Montreux) war Jesuit und Publizist. Er gehörte zu den entschiedensten katholischen Kämpfern gegen den Nationalsozialismus und war in den 1920er und 1930er Jahren ein herausragender Literaturkritiker und Redner des katholischen Deutschland.

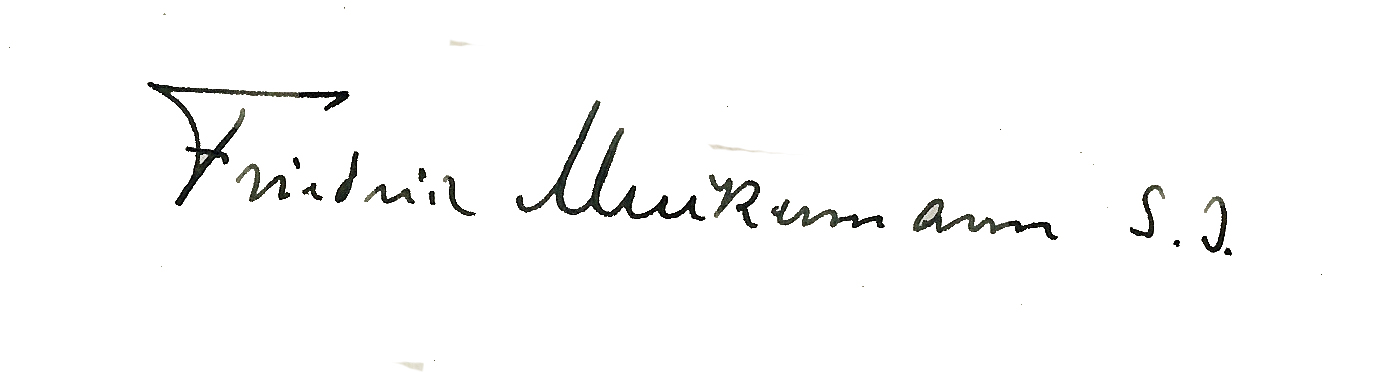
Friedrich Muckermann S. J. Signatur 1928

## Leben

### Herkunft und Jugend
Friedrich Muckermann war das vierte von 12 Kindern von Anna und Hermann Johann Muckermann, einem Schuhmacher in Bückeburg. Sein ältester Bruder war der Biologe und Jesuit Hermann Muckermann, sein zweitjüngster Bruder der Politiker Richard Muckermann und sein jüngster Bruder der Diplomat Ludwig Muckermann.
Friedrich Muckermann besuchte das Gymnasium Adolfinum seiner Heimatstadt und das Seminarium Liborianum, das Erzbischöfliche Knabenkonvikt, in Paderborn. Bereits im Alter von 16 Jahren erhielt der Hochbegabte den Reifevermerk als Bestätigung des erfolgreichen Schulabschlusses. Das förmliche Abitur holte er als Student „gleichsam bei einem Abstecher“ am Adolfinum in Bückeburg nach.
Noch im selben Jahr trat er in den Jesuitenorden ein. Sein Noviziat absolvierte er ab September 1899 in Bleijenbeck (auch „Bleyenbeck“ geschrieben) in den Niederlanden. Nach den ersten Gelübden schloss sich das Juniorat in Exaten bei Leudal als Ausbildung in den humanistischen Fächern an. 1903 begann er sein Philosophiestudium am Ignatiuskolleg in Valkenburg. Nach dem Examen unterrichtete er im Interstitium am Jesuitenkolleg Stella Matutina in Feldkirch. Anschließend studierte er Germanistik und Pädagogik an der Universität Kopenhagen und unterrichtete nebenher am Andreaskolleg in Ordrupshoj bei Kopenhagen. Den Examina in Kopenhagen folgte 1912 das Studium der Theologie am Ignatiuskolleg. Im August 1914 wurde er zum Priester geweiht.

### Jesuit und Publizist
Zu Beginn des Ersten Weltkrieges wurde Muckermann zunächst als Sanitäter an der Westfront eingesetzt, seit Ende 1914 als Feldgeistlicher an der Ostfront. Nach dem Kriegsende wurde er damit betraut, in Wilna eine Niederlassung seines Ordens aufzubauen. Nachdem die Rote Armee im Vorfeld des Polnisch-Sowjetischen Krieges Ende 1918 in Wilna eingefallen war, wurde Muckermann im Februar 1919 verhaftet. Die Gefangenschaft verbrachte er zunächst in Minsk, ab Mai 1919 in Smolensk. In den Gefängnissen lernte der sprachbegabte Muckermann vorzüglich Russisch. Er wurde zum Tode verurteilt, das Urteil wurde jedoch nicht vollstreckt. Stattdessen wurde er im Dezember 1919 im Zuge eines Häftlingsaustausches (gegen Karl Radek) freigelassen. Seine Gefangenschaft war seine erste, prägende Erfahrung eines totalitären Regimes.
Nach der Heimkehr aus Russland konnte Muckermann sein durch Kriegsdienst und Gefangenschaft unterbrochenes Theologiestudium abschließen. Im September 1920 legte er, inzwischen 37 Jahre alt, in Valkenburg sein theologisches Schlussexamen ab. Im selben Jahr wurde er in die Redaktion der Zeitschrift Der Gral berufen, in der er unter anderem mit Albert Maring zusammenarbeitete. Muckermann weitete das Spektrum der Autoren und Themen des Gral, gewann zahlreiche neue Abonnenten und machte sie zu einer Zeitschrift, die „die kath. Weltliteratur widerspiegeln und zugleich zu brennenden gesellschaftspolitischen Fragen Stellung nehmen sollte“. Von 1921 bis 1923 lebte er in Bonn, dann verlegte er die Redaktion des Gral nach Münster. Ab 1925 war Muckermann der alleinige Herausgeber des Gral. Zudem baute er in Münster ein Korrespondenzbüro für die katholische Presse auf, das einen Großteil der etwa 400 katholischen Tageszeitungen in Deutschland mit Beiträgen für deren Mantel belieferte.
Bekannt und vielgefragt war Muckermann als Redner. Universitäten und Akademien, wissenschaftliche Vereinigungen, Volkshochschulen und Pfarreien luden ihn bei großen und kleinen Anlässen zu Vorträgen über Literatur, kulturelle und gesellschaftliche Entwicklungen oder religiöse Themen ein. Muckermann reiste landauf, landab. Dazu kamen Ansprachen im Rundfunk und Predigtreihen. Seine Zuhörer erinnerten sich noch nach Jahren an seine mitreißende Rede und seine charismatische Ausstrahlung.

### Widersacher der Nationalsozialisten
Muckermann warnte unablässig vor den totalitären Ideologien, sei es der Kommunismus stalinscher Prägung, sei es der Nationalsozialismus. In einem Verriss von Hitlers Machwerk Mein Kampf in seiner Zeitschrift Der Gral nannte er Hitler, der sich als Diener des Volkswillens gab, einen „Demagogen, der das Volk beherrscht, weil er es peitscht“. Wieder und wieder stellte er in Schriften und Vorträgen klar, dass Rassismus und Antisemitismus widerchristliche Irrlehren seien. Den Nationalsozialismus bezeichnete er 1931 als die „Häresie des 20. Jahrhunderts“.
Nach der „Machtergreifung“ der Nationalsozialisten 1933 galt er als Staatsfeind. Die Gestapo Essen empfahl, ein Redeverbot über ihn zu verhängen. Seine Bücher wurden verbrannt und ausgesondert. Nach den Verhaftungen im Zuge der „Röhm-Affäre“ musste auch Muckermann damit rechnen, verhaftet zu werden, sein Bruder Hermann warnte ihn davor.
Friedrich Muckermann entkam am 14. Juli 1934 über die Grenze ins niederländische Oldenzaal. Dort half ihm – trotz offener Gestapo-Überwachung – der Druckereibesitzer und Verleger der Twentsche Courant, Bernard Bruggeman (1896–1978). Er druckte die von Muckermann gegründete Exilzeitschrift Der Deutsche Weg. Andere halfen, den Deutschen Weg und andere Publikationen Muckermanns nach Deutschland zu schmuggeln. Nanda Herbermann war seine Mitarbeiterin und Vertraute.
Der Generalobere der Jesuiten, Wladimir Ledóchowski, berief Muckermann Anfang 1935 nach Rom und übertrug ihm im Juli 1935 eine Professur für russische Literatur am Päpstlichen Orientalischen Institut, um ihn, der in Oldenzaal von der Gestapo observiert wurde, „aus der Schußlinie“ zu nehmen. Neben dieser Lehrverpflichtung setzte Muckermann seine Arbeit beim Deutschen Weg fort, der bis zum 5. Juni 1940 in Oldenzaal erschien. Fünf Tage darauf besetzte die Wehrmacht Oldenzaal.
Muckermann nahm seine Vortragsreisen in mehrere europäische Staaten wieder auf. Im Herbst 1937 übersiedelte Muckermann mit Zustimmung von Bundeskanzler Kurt Schuschnigg nach Wien. Schuschnigg war am Gymnasium Stella Matutina in Feldkirch sein Schüler gewesen. Gegen Muckermanns „politische Tätigkeit“ in Wien protestierte der deutsche Botschafter, Franz von Papen, bei Schuschnigg: Muckermann sei „der gefährlichste Gegner Deutschlands“. Schuschnigg ermutigte Muckermann jedoch, seine Tätigkeit fortzusetzen, „die für uns unendlich wertvoll war, weil er es meisterlich verstand, die Wunden des Tages aufzuzeigen, ohne politische Fragen direkt zu berühren oder die Dinge beim Namen zu nennen“. Als Schuschnigg im Februar 1938 auf dem Berghof bei Berchtesgaden mit Hitler sprach, forderte dieser erneut, wiederum vergeblich, dass die österreichische Regierung Muckermann Einhalt gebiete. Hitler ließ Muckermann die deutsche Staatsangehörigkeit aberkennen.

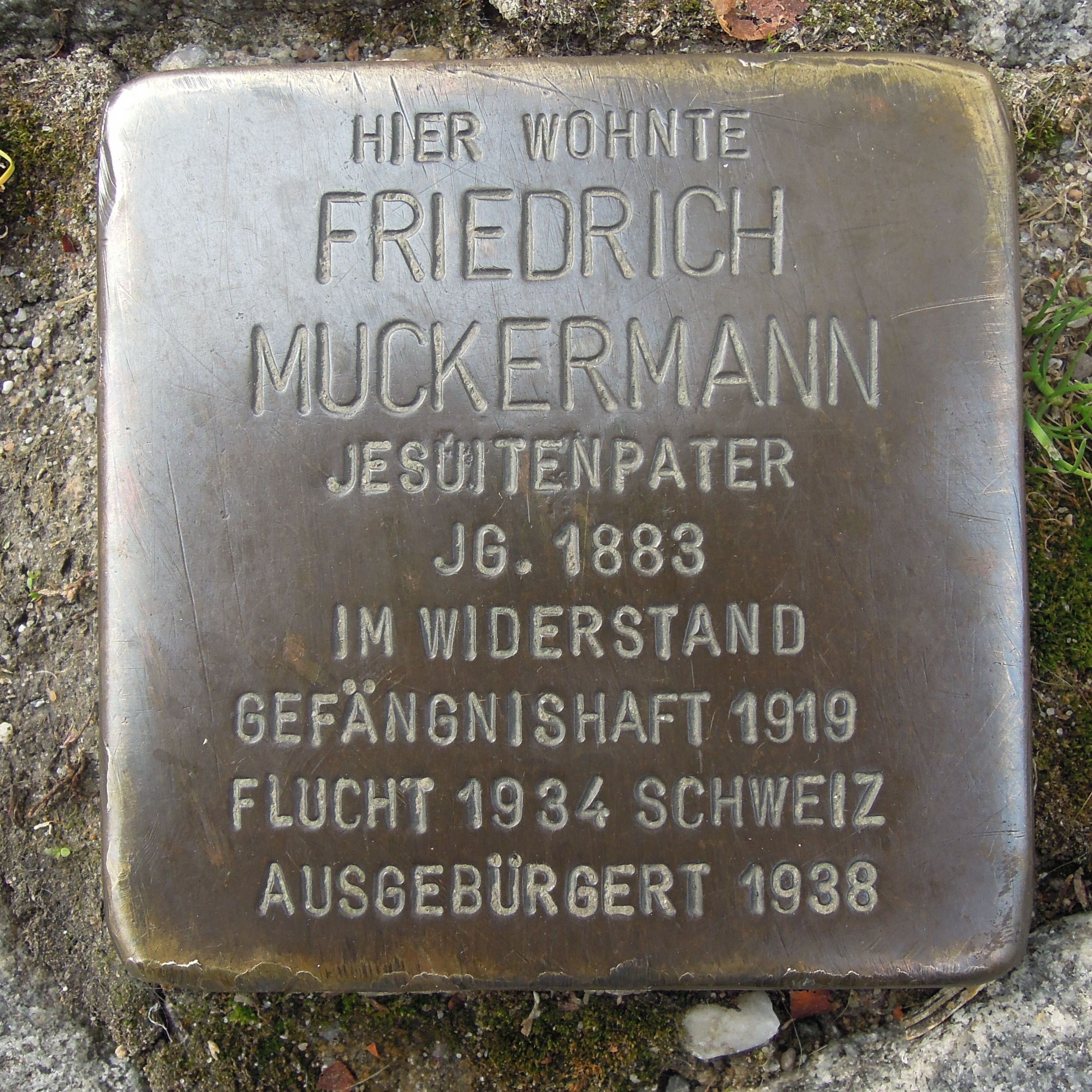
Stolperstein Friedrich Muckermann (Lange Straße 79, Bückeburg)

Beim „Anschluss“ am 12. März 1938 war Muckermann zu einem Vortrag in Basel, das rettete ihm vermutlich das Leben. Seinen publizistischen Kampf gegen das NS-Regime führte er von Paris aus fort. Über den Pariser Rundfunksender sprach er ab November 1939 sonntags zu den Franzosen und zu seinen Landsleuten. Nach dem Einmarsch der Wehrmacht in Frankreich entkam er in den zunächst unbesetzten Teil Frankreichs. Dort betreute er, als niederländischer Priester getarnt, eine abgelegene Pfarrei, Saint-Pardoux-Lavaud. Nachdem im November 1942 die Wehrmacht auch dieses Gebiet besetzte, tauchte er unter. Im März 1943 gelang es ihm, vor der Gestapo in die Schweiz zu fliehen. Aufgrund seines Status als Internierter waren seine Möglichkeiten, tagespublizistisch tätig zu werden, durch die Schweizer Behörden eingeschränkt. So schrieb er stattdessen drei Bücher.
Friedrich Muckermann starb am 2. April 1946 in Montreux.

## Nachleben
Da Muckermanns Schilderungen des sowjetischen Alltags, seine Hinweise auf stalinistische Verbrechen und seine Kritik des Bolschewismus nicht genehm waren, kam es nach Kriegsende erneut dazu, diesmal in der Sowjetischen Besatzungszone, dass seine Schriften verboten wurden. Die Bücher Der Bolschewismus droht, Das Los des Arbeiters in Sowjet-Rußland und Es spricht die spanische Seele wurden auf die Liste der auszusondernden Literatur gesetzt. In der Deutschen Demokratischen Republik folgten auf diese Liste noch Wollt ihr das auch? Wie ich den Bolschewismus in Rußland erlebte, Vom Rätsel der Zeit und Heiliger Frühling.

## Ehrungen
- Ehrenphilister des Akademisch Wissenschaftlichen Vereins Renaissance[29]
- 1932: Goetheplakette der Stadt Frankfurt am Main (für seine im Vorjahr erschienene Goethe-Biographie)[30]
- Nach Friedrich Muckermann wurden Straßen in Bückeburg, in Münster und in Frankfurt am Main benannt.

## Schriften
- Wollt ihr das auch? Wie ich den Bolschewismus in Russland erlebte. Verband der katholischen Jünglings-Vereinigungen Deutschlands, Düsseldorf 1920.
- Katholische Aktion. Ars sacra, München 1929
- Goethe. Verlag der Buchgemeinde, Bonn 1931.
- Der Bolschewismus droht. Katholischer Tat-Verlag, Köln 1931.
- Der Mönch tritt über die Schwelle. Betrachtungen über die Zeit. E. C. Etthofen, Berlin 1932.
- Das Los des Bauern in Sowjet-Rußland. Katholischer Tat-Verlag, Köln 1932.
- Das Los des Arbeiters in Sowjet-Rußland. Katholischer Tat-Verlag, Köln 1932.
- Vom Rätsel der Zeit. Kösel & Pustet, München 1933.
- Deutschland ... Wohin ...? Der Nationalsozialismus, eine religiöse Erscheinung. Verlag Der Deutsche Weg, Oldenzaal 1934.
- Heiliger Frühling. Regensbergsche Verlagsbuchhandlung, Münster 1935.
- Es spricht die spanische Seele … Neue Dokumente. Alsatia, Colmar 1937.
- Revolution der Herzen. Alsatia, Colmar 1937.
- Der Mensch im Zeitalter der Technik. Stocker, Zürich 1943.
- Wladimir Solowiew. Zur Begegnung zwischen Rußland und dem Abendland. 2 Bände, Walter, Olten 1945.
- Der deutsche Weg. Aus der Widerstandsbewegung der deutschen Katholiken von 1930–1945. NZN-Verlag, Zürich 1945.
- Im Kampf zwischen zwei Epochen. Lebenserinnerungen. Bearbeitet und eingeleitet von Nikolaus Junk (= Veröffentlichungen der Kommission für Zeitgeschichte, Reihe A: Quellen, Band 15). Matthias Grünewald, Mainz 1973, ISBN 3-7867-0409-0.